# Heideland (Türingia)
Heideland település Németországban, azon belül Türingiában. Lakosainak száma 1738 fő (2023. december 31.). Heideland Droyßig, Eisenberg, Osterfeld, Schkölen, Rauda, Gösen, Walpernhain és Petersberg községekkel határos.

## Népesség
A település népességének változása:
| Lakosok száma | 1767 | 1783 | 1742 | 1744 | 1738 |
|               | 2017 | 2019 | 2021 | 2022 | 2023 |